# 007 Elements
A 007 Elements egy 2018-ban megnyitott filmes múzeum az ausztriai Söldenben, a tiroli Ötz-völgyi-Alpokban, a gaislachkogeli sí- és szabadidőközpont ice Q éttermének szomszédságában. A hegycsúcsba vájt filminstallációs kiállítást a híres brit 007-es titkosügynök, James Bond világának szentelték. 2021-ben felvették az európai filmkultúra kincsei sorába.

## Leírása
2014–2015-ben Sam Mendes a nyugat-ausztriai Sölden téli üdülőhelyén, az Ötz-völgyi-Alpok 3058 méter magas Gaislachkogel hegycsúcsán forgatta a huszonnegyedik James Bond-film, a Spectre – A Fantom visszatér című kaland-akciófilm egyes jeleneteit. Az ott üzemelő ice Q étterem, ami hűvös, többnyire jeges környezetével a magasból fényképezve különösen látványos, a filmben a 007-es ügynök ellenfele titkos főhadiszállásának, a Hoffer Klinikának ad otthont. Bond (Daniel Craig) és az aktuális Bond-lány (Léa Seydoux), a két sebesült, magányos lélek itt találkozik először, majd a főhős egy látványos akciójelenet-sorban menekül el innen.
A múzeumot a vendéglő mellett építették meg, nagy részét a sziklába vájt galériákban. A kiállítás a James Bond-filmek népszerű, klasszikus elemeiből építkezik: a világmegmentő 007-es titkos ügynök, Bond-lányok, gyors autók, Q, a feltaláló zseni high-tech felszerelései, látványos, különleges helyszínek, akciódús, nyaktörő jelenetek stb. Neal Callow brit művészeti vezető, aki a Casino Royale óta felelős a Bond-filmek helyszíni vizuális megjelenítéséért, valamint a digitális felvételekre szakosodott Tino Schädler német grafikus és építész, a Los Angeles-i Optimist Design tervezője ezeknek az elemeknek a felhasználásával dolgozta ki az elképzelést.
A kiállítás célja, hogy egyszerre mutassa be James Bond világát, és annak a folyamatát, ahogy azt megteremtik. Nem hagyományos, tablónézegetős múzeum, hanem olyan, interaktív szcenikus installációk sora, ami azt az érzést kelti a látogatóban, mintha a filmben mozogna. A valós helyszínek nézeteinek sokfélesége és kidolgozottsága kölcsönhatásban van a virtuális filmvilággal.
A nyers betonból, acélból és üvegből készült minimalista, futurisztikus épület, amelyet Johann Obermoser osztrák építész tervezett, valójában egy kétszintes, 3000 négyzetméter alapterületű bunkerrendszer, ami hét önálló, rámpákkal összekötött barlangból s kilenc fűtetlen (kb. 0 °C-os) helyiségből, illetve kiállítótérből áll. A felső szinten találhatók a közösségi terek (bejárat, előtér, kilátóterasz), valamint két előadóterem is van itt: a fészek, ahol a karaktereket mutatják be, és az eligazító, ahol egy exkluzív film látható arról, hogyan jutottak el a filmek forgatókönyvei alapján a helyszínek kiválasztásához, és ezek alapján a sorozat legikonikusabb stúdiódíszleteinek a megalkotásához. Az alsó szinten négy terem helyezkedik el: a technikai labor, az akcióterem, a vetítőterem és az úgynevezett Örökség Galéria az archívummal és emléktárgyakkal.
A múzeum ünnepélyes megnyitójára 2018. július 12-én került sor, a sorozatban Moneypennyt alakító színésznő, Naomie Harris közreműködésével. A történelmi értékkel bíró filmes installációt az Európai Filmakadémia 2021 májusában felvette Az európai filmkultúra kincseinek lajstromára, mivel fontosnak tartja a fenntartását, a jövő generációi számára történő megőrzését.
A 007 Elemets múzeumba kizárólag a községből induló kabinos drótkötélpályás felvonóval lehet feljutni.

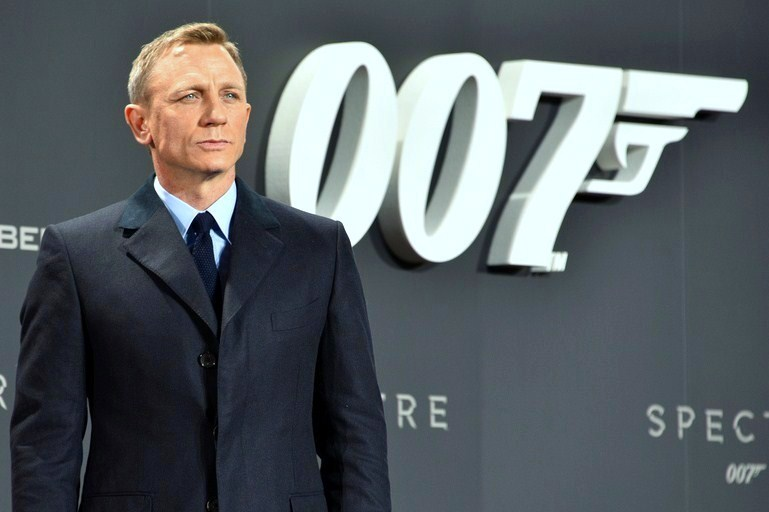
Daniel Craig mint James Bond a Spectre promócióján
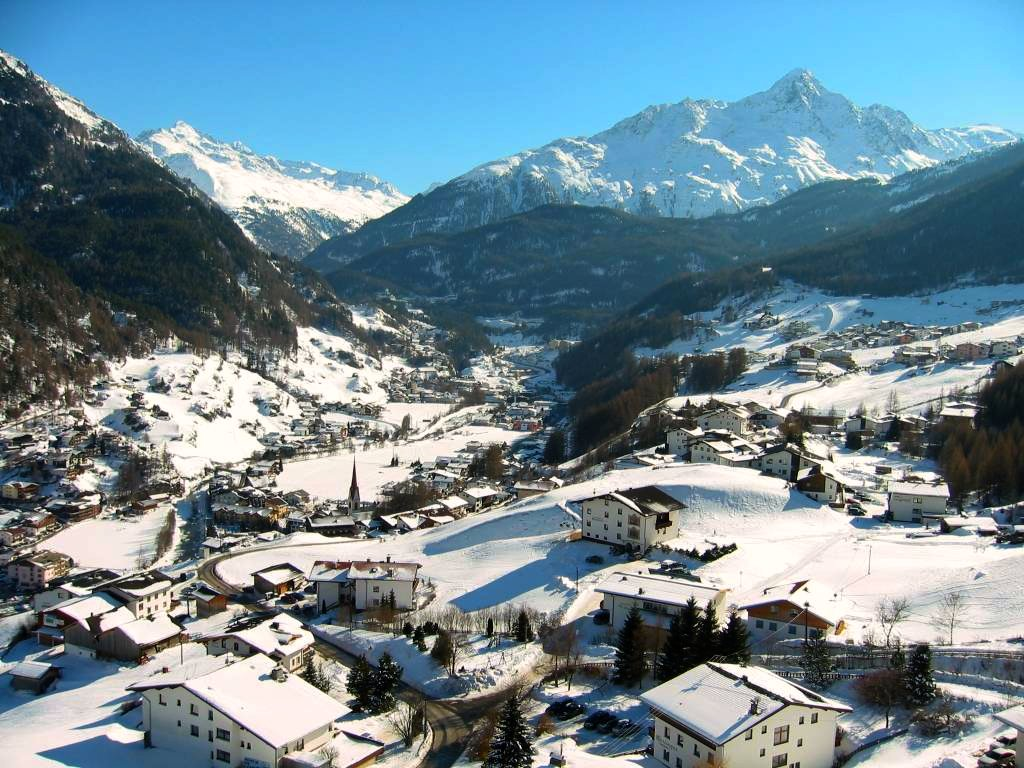
[[Sölden (Ausztria)|]] üdülőfalú Tirolban
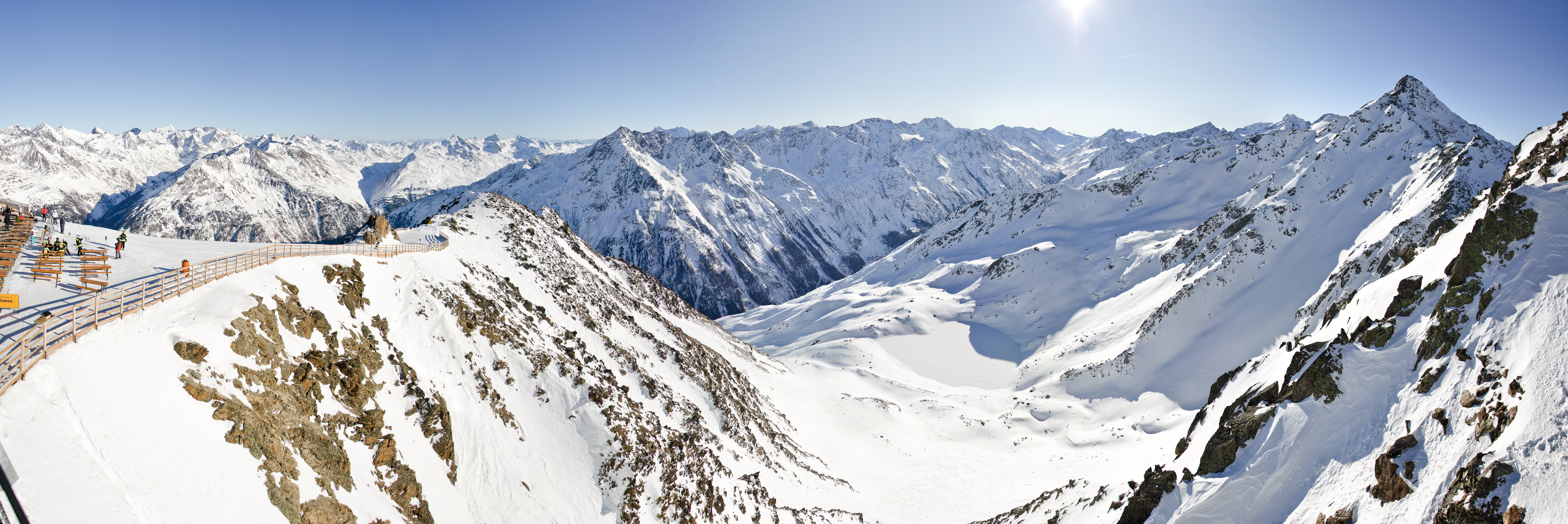
A gaislachkogeli(de) síközpont [[Sölden (Ausztria)|]]ben, az Ötz-völgyi-Alpokban
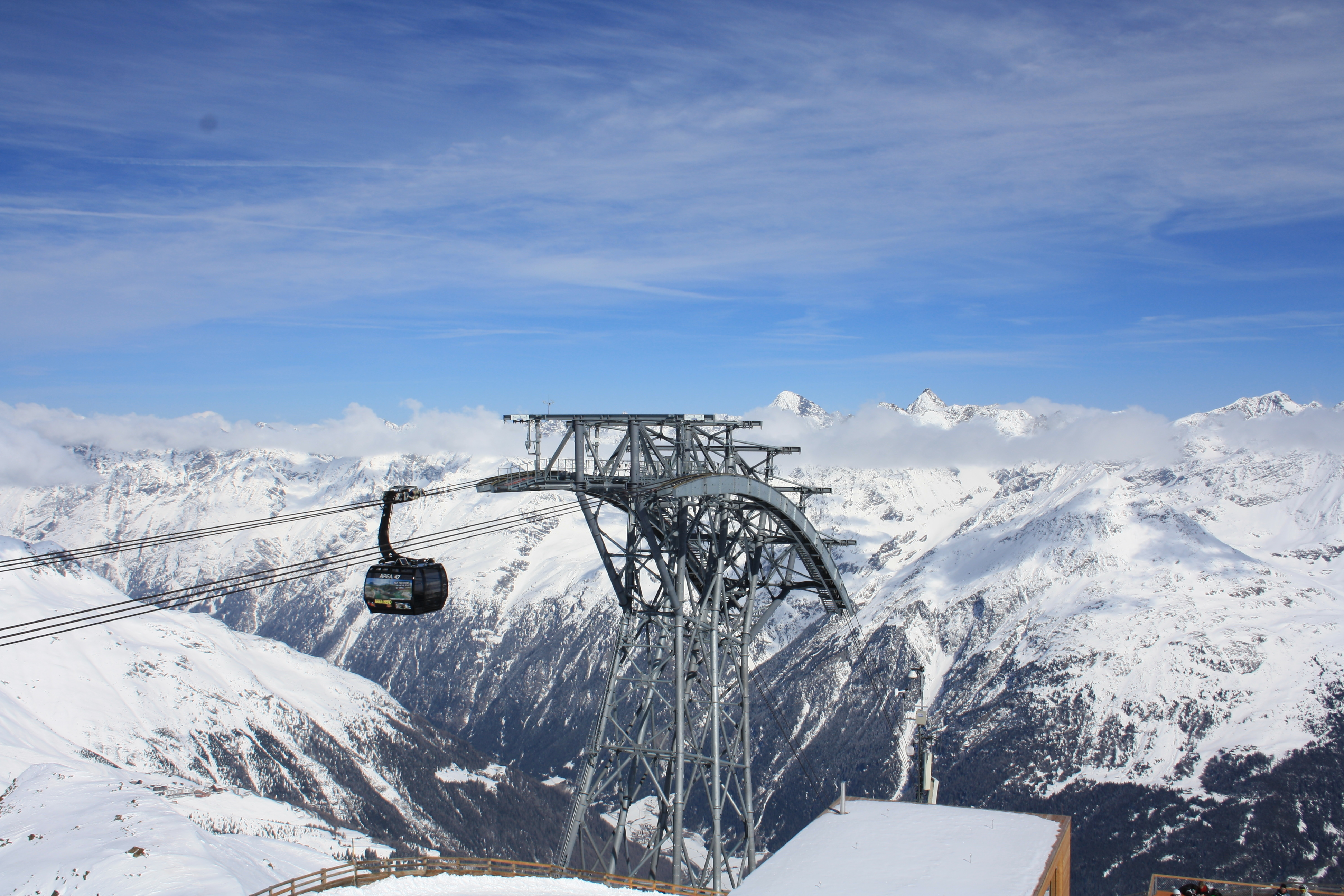
A felvonó érkezése a végállomásra